# Bella Bellz
Bella Bellz (ur. 28 marca 1985 w Atlancie) – amerykańska aktorka filmów pornograficznych, modelka i striptizerka. Używała również pseudonimu artystycznego Bella Bends.

## Życiorys
Urodziła się w Atlancie, stolicy stanu Georgia w rodzinie o korzeniach włoskich i irokezkich. Pracowała jako fotomodelka i striptizerka. Zachęcona przez swoją przyjaciółkę Candace Jackson, która zaistniała w branży porno pod pseudonimem Jada Stevens, zadebiutowała w filmie pornograficznym w 2014, kiedy miała 29 lat.
Pracowała dla wytwórni takich jak: Evil Angels, Girlfriends Films, Brazzers czy Bang Bros. Wystąpiła w scenach gonzo w produkcjach – Manuel Opens Their Asses 2 (2015) z Manuelem Ferrarą i Asshole Auditions (2015) z udziałem Mike’a Adriano.
23 stycznia 2016 w Hard Rock Hotel & Casino w Las Vegas była nominowana do czterech nagród przyznawanych przez czasopismo „Adult Video News”. 
Zwyciężyła w rankingu „TOP 10 gwiazd kina porno z najlepszym tyłkiem” ogłoszonym przez portal Pornstars4Escort.com.

## Nagrody i nominacje
| Rok  | Nagroda       | Kategoria                               | Film                  | Rezultat  |
| ---- | ------------- | --------------------------------------- | --------------------- | --------- |
| 2016 | AVN Award     | Najlepsza nowa gwiazdka                 | –                     | Nominacja |
| 2016 | AVN Award     | Najlepszy występ solo / złośnica        | Brother Load 7 (2015) | Nominacja |
| 2016 | AVN Award     | Nagroda fanów: najgorętsza debiutantka  | –                     | Nominacja |
| 2016 | AVN Award     | Nagroda fanów: najbardziej epicki tyłek | –                     | Nominacja |
| 2017 | Urban X Award | Najlepsza wykonawczyni                  | –                     | Nominacja |
| 2017 | Urban X Award | Najładniejszy łup                       | –                     | Nominacja |
| 2018 | Inked Award   | Najlepszy tyłek                         | –                     | Nominacja |